# المكتبة الوطنية الباكستانية
المكتبة الوطنية الباكستانية (بالأوردية: قومى کتب خانہ پاکستان) هي مكتبة وطنية وبحثية، توجود المكتبة على مقربة من الجادة الدستورية في شارع الدستور في إسلام أباد عاصمة باكستان. يقول الكاتب الأمريكي ستيوارت موراي إن المكتبة في أقدم مؤسسة ثقافية تلعب دورًا رائدًا في توفير مورد المعلومات القديمة والجديدة.
أُنشئت المكتبة في عام 1951، وكان مقرها في الأصل في أمانة وزارة التربية والتعليم، ثم اندمجت مع مكتبة لياكات الوطنية، ثم تحولت إلى إسلام آباد في عام 1965 بإدارة أمانة وزارة العمل لغرض خدمتها. في عام 1962 تلقت المكتبة حق نقل جميع المصنفات المحمية بحقوق الطبع والنشر للحصول على نسختين من الكتب والخرائط والرسوم التوضيحية والرسوم البيانية المطبوعة في باكستان. اكتسبت المكتبة أهمية أكبر في عام 1992 مع صدور قانون حق المؤلف. خلال الحرب الباكستانية الهندية 1971 ضعفت المكتبة بسبب نقل المواد الرئيسية للمكتبة إلى بنغلاديش. بعد فترة من النمو البطيء في إعادة التهيأت، بدأت المكتبة في توسيع حجمها وبدأت أهميتها تتوسع في البلاد. مع بلوغ التنمية ذروتها في الثمانينيات تم بناء مكتبة وطنية مكلفة ومفصولة في محيط مكتبة المحكمة العليا.
تم تصميم المكتبة بهندسة معمارية شرقية، يضم تصميم المكتبة مساحة مخصصة لـ 500 قارئ، بالإضافة إلى 15 غرفة بحث وقاعة تتسع لـ 450 مقعدًا وخدمات الكمبيوتر والميكروفيلم. في افتتاحها في عام 1993 كانت المكتبة تملك مجموعة من 130,000 مجل و600 مخطوطة. أضيف إلى قانون حق المؤلف بنود تشمل المنشورات الإلكترونية كمواد الوديعة. مهمة المكتبات الوطنية الترويج لمحو الأمية وكذلك العمل كمركز ديناميكي ثقافي وتعليمي لعاصمة الجمهورية إسلام آباد.

## التاريخ
يمكن إرجاع التراخيص الخاصة بالمكتبات الوطنية إلى عام 1949، على الرغم من أنها لم تكسب أي بنية تحتية مادية حتى تم دمجها مع مكتبة لياقت التذكارية الموجودة في كراتشي وأعادت تسمية المكتبة الوطنية لياكوات. في عام 1967 بدأت المكتبة في تلقي نسخ من الأعمال المنشورة في باكستان كجزء من ولايتها كمستودع لحقوق التأليف والنشر بموجب قانون حق المؤلف لعام 1962. شهد عام 1968 فصل مكتبات لياقت والمكتبات الوطنية، حيث تم نقل الأخيرة إلى إسلام أباد مقر العاصمة الباكستانية. أقامت المكتبة في سلسلة من البنايات المستأجرة حتى اكتمل تشييد مبنى دائم لها في عام 1988. تم الافتتاح الرسمي للمبنى الجديد في 24 أغسطس 1993. في شهر أبريل 1999 كان حجم المكتبة 100.000 وحدة.

## وصلات خارجية
- المكتبة الوطنية الباكستانية